# Troféu Ramón de Carranza de 1989
O Troféu Ramón de Carranza de 1989 foi a trigésima quinta edição do torneio realizado anualmente na cidade de Cádis, Espanha. Nesta edição o Vasco da Gama ficou com o troféu.

## Participantes
- Atlético de Madrid
- Cádiz
- Nacional
- Vasco da Gama

## Chaveamento
|  | Semifinais | Semifinais         | Semifinais |  |  | Final    | Final              | Final    |
|  |            |                    |            |  |  |          |                    |          |
|  |            | Cádiz              | 0          |  |  |          |                    |          |
|  |            | Nacional           | 1          |  |  |          |                    |          |
|  |            |                    |            |  |  |          | Nacional           | 0        |
|  |            |                    |            |  |  |          | Vasco da Gama      | 2        |
|  |            | Vasco da Gama      | 1          |  |  |          |                    |          |
|  |            | Atlético de Madrid | 0          |  |  | 3º lugar | 3º lugar           | 3º lugar |
|  |            |                    |            |  |  |          | Cádiz              | 0        |
|  |            |                    |            |  |  |          | Atlético de Madrid | 1        |

## Jogos
Semifinais
| 25 de Agosto de 1989 | Cádiz | 0 – 1 | Nacional    | Estádio Ramón de Carranza - Cádis |
|                      |       |       | Silvera 69' |                                   |

| 26 de Agosto de 1989 | Vasco da Gama | 1 – 0 | Atlético de Madrid | Estádio Ramón de Carranza - Cádis |
|                      | Sorato 83'    | [ 1 ] |                    |                                   |

Decisão do 3º lugar
| 27 de Agosto de 1989 | Cádiz | 0 – 1 | Atlético de Madrid | Estádio Ramón de Carranza - Cádis |
|                      |       |       | Orejuela 15'       |                                   |

Final
| 27 de Agosto de 1989 | Nacional | 0 – 2 | Vasco da Gama            | Estádio Ramón de Carranza - Cádis |
|                      |          | [ 1 ] | Sorato 60' · Vivinho 83' |                                   |

## Premiação
| Troféu Ramón de Carranza de 1989      |
| Brasil                                |
| ------------------------------------- |
| VASCO DA GAMA Tricampeão (3.º título) |